# 마쓰다 파크웨이

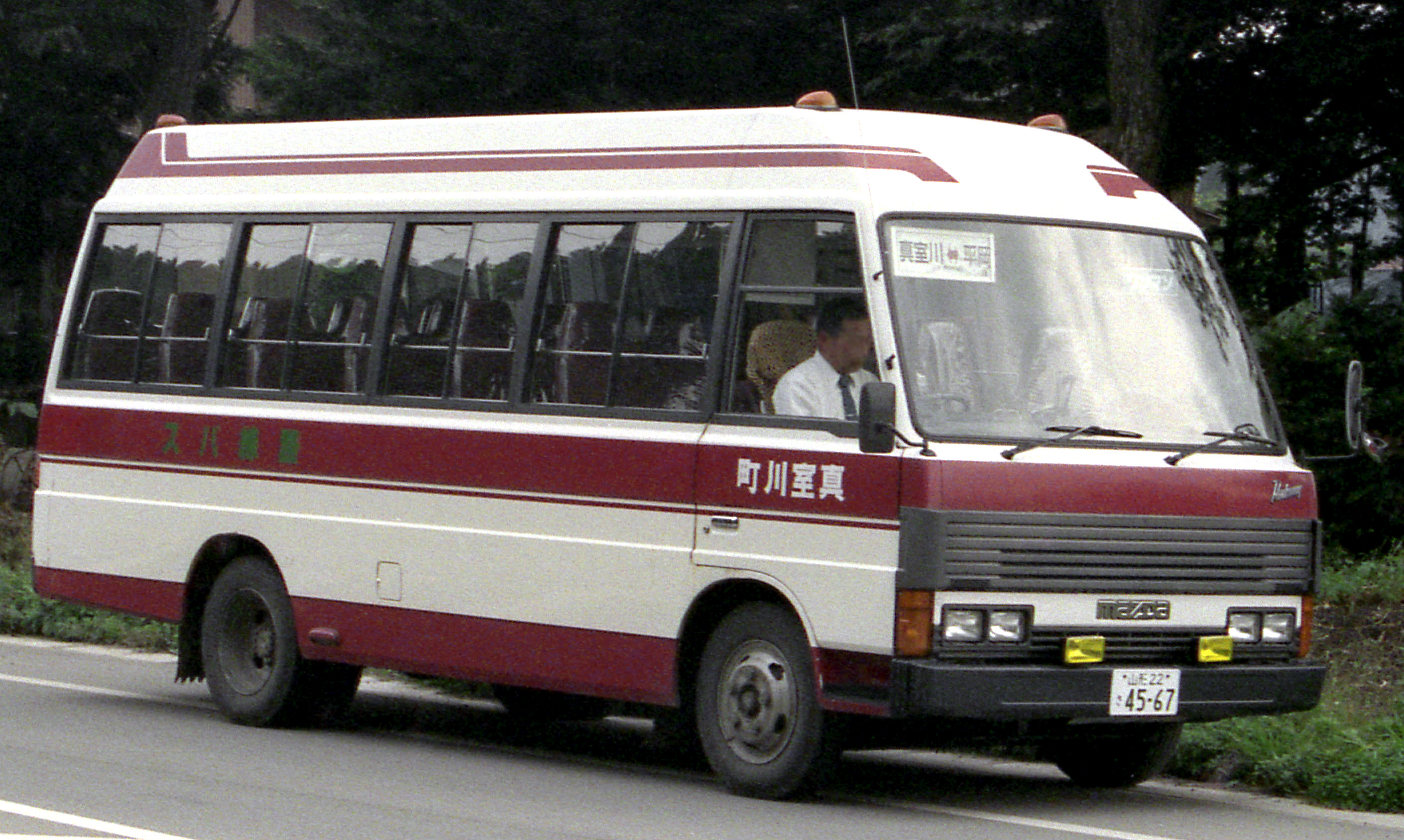
마쓰다 파크웨이(2세대) 정측면

마쓰다 파크웨이(영어: Mazda Parkway, 일본어: マツダ・パークウェイ)는 마쓰다에서 생산되는 마이크로 버스로, 대한민국에서 1983년부터 2002년까지 생산되었던 기아 콤비의 원형 차종이다. 1972년에 출시되어 1982년에 풀 모델 체인지를 거쳤다. 1997년에 배기가스 규제로 인해 후속 차종 없이 단종될 때까지 26년 동안 꾸준히 생산되었다.

## 같이 보기
- 기아 콤비